# Gladys del Estal
Gladys del Estal Ferreño (Caracas, 1956 – Tudela, 3 giugno 1979) è stata un'attivista venezuelana naturalizzata spagnola.
Divenne un simbolo del movimento ambientalista basco in seguito al suo assassinio per mano della Guardia Civil durante la repressione di una protesta antimilitarista e antinucleare a Tudela (Navarra).

## Biografia
Gladys del Estal Ferreño nacque nel 1956 a Caracas, Venezuela, da Enrique del Estal Aorga ed Eugenia Ferreño, rifugiati spagnoli dopo la guerra civile (1936-39). Suo padre aveva combattuto sul fronte repubblicano, nel battaglione Meabe della Gioventù Socialista Unificata, parte dell'esercito basco. Quattro anni dopo, la famiglia decise far ritorno stabilendosi nella città basca di San Sebastián. Gladys iniziò i suoi studi universitari nel 1973 presso la Facoltà di Informatica di San Sebastián dove ottenne la laurea nel 1978. Al momento della sua morte stava combinando gli studi in chimica all'università con un lavoro di programmatrice di computer in una piccola azienda.

## Antefatti
Dopo la morte del dittatore Francisco Franco si aprì la cosiddetta transizione spagnola, in cui veniva abbandonato il regime dittatoriale per passare a una Costituzione che consacrava la democrazia. Nel 1979 la Costituzione era già stata emanata, ma c'era ancora tensione tra chi era favorevole a una formazione democratica e chi invece cercava una soluzione di compromesso.
Nei Paesi Baschi e Navarra l'ETA aveva un peso significativo nella situazione politica, plasmata da eventi quali il massacro neofascista di Montejurra nel 1976 e la violenta repressione della polizia armata durante una festa a Pamplona nel 1978.
L'incidente di Three Mile Island a Harrisburg, negli Stati Uniti, alla fine di marzo 1979, diede spinta ai movimenti antinucleari in tutto il mondo, compresi i Paesi Baschi e la Navarra.
Il piano energetico nazionale prevedeva l'attuazione di una vasta rete di centrali nucleari, tre delle quali dovevano essere situate sulla costa basca e un'altra sulle rive dell'Ebro, vicino a Tudela. La costruzione della centrale nucleare di Lemóniz era fortemente osteggiata dal movimento ambientalista.

## Eventi
Il 3 giugno 1979 venne convocata una conferenza internazionale contro l'energia nucleare. In occasione di questa giornata il movimento ambientalista organizzò una manifestazione a Tudela (Navarra) per protestare contro il piano energetico nazionale, chiedere la paralisi dell'impianto di Lemóniz e gli altri progetti nucleari, tra cui quello previsto in Navarra. La conferenza aveva anche un carattere antimilitarista per l'opposizione verso l'utilizzo della zona delle Bardenas come poligono di tiro per aerei.
Una marcia di protesta venne convocata anche da Tudela al poligono di tiro, destinata a entrare nel terreno militare. La polizia rispose con una massiccia presenza che rese di fatto Tudela una città sotto assedio.
Gladys del Estal arrivò a Tudela da San Sebastian insieme ad altri membri del gruppo ecologista per partecipare agli eventi di protesta.
La polizia, fra cui i cosiddetti grigi, convogliò i manifestanti che attraversavano Tudela fra due file di poliziotti pesantemente armati, fino al ponte che attraversa il fiume Ebro.

## Morte
Dall'altra parte del ponte era stato allestito un parcheggio per i manifestanti. Molti di essi cominciarono a lasciare il sito con i loro veicoli, così come molti altri che lasciarono Tudela dopo l'intervento della polizia. Al di fuori della città di Tudela, la custodia dell'ordine pubblico fu affidata alla Guardia Civil.
Un gruppo di giovani iniziò un sit-in all'uscita dal ponte e un gruppo di guardie civili gli si avvicinò. Poco dopo, un colpo della guardia civile José Martanez Sala sparato a pochi centimetri da Gladys del Estal ne ha causato la morte sul colpo penetrandole nella parte posteriore della testa.
Il portavoce di Eguzki (gruppo ambientale basco), Martàn Anso, afferma che dopo mezzogiorno arrivò la polizia armata che utilizzò materiale anti-sommossa (fumogeni e palle di gomma) contro i manifestanti. La motivazione fu che qualcuno avrebbe gridato "alde hemendik!" ("fuori di qui!" in basco). La gente iniziò a ritirarsi agli autobus. Alcune persone, tra cui Gladys, erano sedute per terra vicino al ponte Ebro. Un gruppo di guardie civili si è diretto verso i manifestanti. Tra loro c'era José Martanez Salas che portava con sé una mitragliatrice. Venne intimato a Gladys di alzarsi e si udì uno sparo. La giovane cadde a terra con un colpo alla nuca che le trafisse il cranio.
Secondo la versione del governo civile, quando la polizia stava intimando ai presenti a liberare la strada, un manifestante afferrò la mitragliatrice appesa alla spalla di José Martanez Sala cercando di portarla via. La guardia tenne la pistola e si appoggiò in avanti per contrastare la trazione, quasi perdendo l'equilibrio. Nella lotta venne esploso un colpo dell'arma che colpì Gladys del Estal.